# Fadabloco
Fadabloco (Fadabloko) ist ein osttimoresischer Suco im Verwaltungsamt Remexio (Gemeinde Aileu).

## Geographie
Der Suco Fadabloco liegt im Süden des Verwaltungsamts Remexio. Östlich liegt der Suco Faturasa, nördlich der Suco Acumau, westlich die Sucos Fahisoi und Maumeta und südwestlich der Suco Hautoho. Im Süden grenzt Fadabloco an das Verwaltungsamt Lequidoe mit seinem Suco Faturilau. Der Fluss Bauduen bildet die Nordgrenze. Der Ai Mera durchquert das Zentrum von Fadabloco und trifft an der Ostgrenze auf den Bauduen, von wo sie aus gemeinsam als Hatomeco nach Süden der Grenze weiter folgen. Dem Ostteil der Grenze zu Hautoho folgt der Mailaha, der zusammen mit dem Coioiai als Coumai die Grenze zu Faturilau bildet. In ihn mündet schließlich auch der Hatomeco und das Gewässer wird zum Noru. Die Flüsse gehören zum System des Nördlichen Laclós.
Fadabloco hat eine Fläche von 19,32 km². und teilt sich in die vier Aldeias Lequiça (Lequisa, Likisa), Lilitei (Lilitai), Raifatu und Rileu.
Nur kleinere Straßen führen in den Suco. Zwei aus Fahisoi und Acumau vereinen sich im Norden gleich hinter der Grenze und durchqueren die Aldeia Rileu, bis der Weg im Osten in einem namenlosen Dorf endet. An der Straße befinden sich die Dörfer Sifai und Betulalan (auf älteren Karten Litiu oder Liriu). Eine Straße aus dem Westen von Hautoho teilt sich in drei Richtungen auf. Eine Straße führt nach Norden in den Westen Fadablocos und endet im Dorf Lilitei. Eine Straße führt nach Osten in das Zentrum des Sucos und durchquert dann den Südosten. Die dritte Straße zweigt nach Süden in den Südwesten Fadablocos ab und schwenkt dann nach Osten, durchquert den Ostteil Hautohos und trifft dann auf die Straße aus dem Südosten Fadablocos.
Folgt man der Straße in den Südwesten, passiert man eine Siedlung mit dem Sitz des Sucos und die Weiler Manulete und Modlo. An der Südwestspitze Fadablocos liegt der Weiler Tuturui. Der erste Ort an der Straße in Richtung Osten ist das Dorf Lequiça, in dem sich eine Grundschule, eine medizinische Station und ein Sendemast von Telkomcel befinden. Wo die Straße nach Südosten schwenkt, liegt das Dorf Tunumanu (Tunomanu), gefolgt von Tatahahi und Gudanarai.

## Einwohner
Im Suco leben 2.475 Einwohner (2022), davon sind 1.285 Männer und 1.190 Frauen. Im Suco gibt es 407 Haushalte. Etwa 95 % der Einwohner geben Mambai als ihre Muttersprache an. Minderheiten sprechen Tetum Prasa, Tetum Terik oder Makasae.

## Politik
Bei den Wahlen von 2004/2005 wurde Serafin dos Santos zum Chefe de Suco gewählt und 2009 in seinem Amt bestätigt. Bei den Wahlen 2016 gewann Marcos da Costa.